# Centaurea alba subsp. strepens
Centaurea alba subsp. strepens é uma subespécie de planta com flor pertencente à família Asteraceae. 
A autoridade científica da subespécie é (Hoffmanns. & Link) Rocha Afonso, tendo sido publicada em Bol. Soc. Brot. sér. 2, 54: 228. 1981 [1980-81 publ. 1981].

## Portugal
Trata-se de uma subespécie presente no território português, nomeadamente em Portugal Continental.
Em termos de naturalidade é endémica da região atrás referida.

## Protecção
Não se encontra protegida por legislação portuguesa ou da Comunidade Europeia.